# Papirus Bremner-Rhind
Papirus Bremner-Rhind – oznaczony numerem katalogowym British Museum 10188. Jego nazwa związana jest z nazwiskiem szkockiego egiptologa-amatora - Aleksandra Henriego Rhind'a. Został spisany z polecenia kapłana Nesmina około 312 roku p.n.e. - około 12 roku panowania Aleksandra II, syna Aleksandra Wielkiego. Jest on papirusem o tematyce mitologiczno-religijnej. Składa się z czterech części.
- Pierwsza "Pieśni Izydy i Neftydy", zawiera pieśni, wykonywane podczas misteriów w świątyni Ozyrysa.
- Druga "Rytuał przenoszenia Sokarisa", stanowiła być może również część pieśni misterów ozyriackich.
- Trzecia "Księga o pokonaniu Apopa", stanowi opowieść o walce Re z Apopem, zawierającą mistyczne zaklęcia, które chronią Re przed atakami Apopa.
- Czwarta "Lista imion Apopa, które nie powinny istnieć".

Papirus stanowi połączenie misteriów ozyriackich z elementami mitów heliopolitańskich.
Wraz z Papirusem Matematycznym Rhind został sprzedany do Muzeum Brytyjskiego przez pełnomocnika Rhind'a - Davida Bremner'a w 1865 roku.